# Christopher de Almeida Pilar
Christopher de Almeida Pilar, hay Christopher (sinh ngày 29 tháng 3 năm 1985) là một cầu thủ bóng đá người Bồ Đào Nha gốc Pháp thi đấu cho Camacha. Anh cũng mang quốc tịch Pháp.

## Sự nghiệp câu lạc bộ
Anh ra mắt chuyên nghiệp tại Giải bóng đá hạng nhất quốc gia Bồ Đào Nha cho União da Madeira vào ngày 22 tháng 9 năm 2011 trong trận đấu trước Trofense.